# Warsz
Warsz (Warsch, Wrsz, Wirsch, Wersch) war der legendäre Stammvater des ursprünglich böhmischen Adelsgeschlechts der Wrchowez und ist auch ein immer wiederkehrender Leitname in diesem Geschlecht.
Der Sage nach kam dieser Warsz um 644 mit seinen nahen Verwandten, Lech und Czech, aus Weiss-Kroatien nach Böhmen und gründete dort den Stammsitz der Familie. Nach anderer Lesart war er ein Nachkomme des Czech, woraus sich der über Jahrhunderte dauernde Konflikt mit den Přemysliden um die Macht in Böhmen erklärt.
Nach der Ausrottung dieses Geschlechts in Böhmen um 1108 flüchteten einige Familienmitglieder nach Polen, wo sie unter anderem später das Geschlecht der Warschowitze und Grotowitze begründeten (Wappen Rawicz).
Im 13. Jahrhundert war ein weiterer Warsz aus diesem Geschlecht Kastellan von Krakau. Er gilt auch als Namensgeber der Stadt Warschau (Warszewa), in dessen heutiger Altstadt er damals Besitz innehatte.